# Dendrogyra
Genre
Dendrogyra est un genre de coraux durs de la famille des Meandrinidae.

## Liste d'espèces
Selon ITIS (18 décembre 2015) et World Register of Marine Species (18 décembre 2015), le genre Dendrogyra comprend l'espèce suivante :
- Dendrogyra cylindrus Ehrenberg, 1834